# Витте, Александр Густавович фон
Александр Густавович фон Витте (погиб 14 (27) мая 1905) — офицер Российского императорского флота, капитан 2-го ранга, военный писатель.
Выпускник Морского кадетского корпуса и Николаевской морской академии. С 1900 года служил в ученом отделе Главного морского штаба, где стал инициатором создания мобилизационного отделения. С 1902 года читал в Николаевской морской академии авторский курс по военно-морскому управлению.
С началом Русско-японской войны А. Г. фон Витте отправился на театр военных действий на броненосце «Бородино». Погиб в Цусимском сражении. Одна из рукописей его труда по организации флота, созданного по мотивам курса лекций в академии, находилась у адмирала Рожественского и не пережила крушения его флагманского корабля. Другая рукопись, черновая, оставалась у вдовы фон Витте, и в 1907 году, после переработки и редакции, была издана, став капитальным пособием по административной организации Военно-морских флотов различных стран.

## Основное произведение
- Очерк устройства управления флотом в России и иностранных государствах / Кап. 2-го ранга А. Г. фон-Витте; [Предисл.: Кладо]. — СПб.: изд. О.М. фон-Витте, 1907. — 654 с.